# Mann (vrachtwagenmerk)
Mann was een vrachtwagenmerk uit Engeland. Het merk moet niet verward worden met het Duitse merk MAN AG.
Het merk Mann werd opgericht in 1896 en bouwde zijn eerste stoomvrachtwagen in 1897. Sinds 1909 gebruikte Mann benzinemotoren voor zijn vrachtwagens. Kort na de Eerste Wereldoorlog bracht het bedrijf twee nieuwe typen vrachtwagens op de markt, voorzien van een cardanaandrijving. In 1928 ging het bedrijf failliet.